# مرا به ماه پرواز ده
مرا به ماه پرواز ده (به انگلیسی: Fly Me to the Moon) یک ترانه است که در سال ۱۹۵۴ به‌دست بارت هوارد ساخته شد. این آهنگ ابتدا با نام «به عبارت دیگر» (به انگلیسی: In Other Words) و با صدای فلیچیا ساندرز در یک کاباره معرفی شد. از آن‌جا که این ترانه با جمله آغازین خود یعنی «مرا به ماه پرواز ده» شناخته شد، پس از مدتی ناشران، به صورت رسمی نامش را به آن تغییر دادند. مرا به ماه پرواز ده برای اولین بار در سال ۱۹۵۴ با صدای کی بالارد ضبط شد.

## اجراها

### اجرای فرانک سیناترا

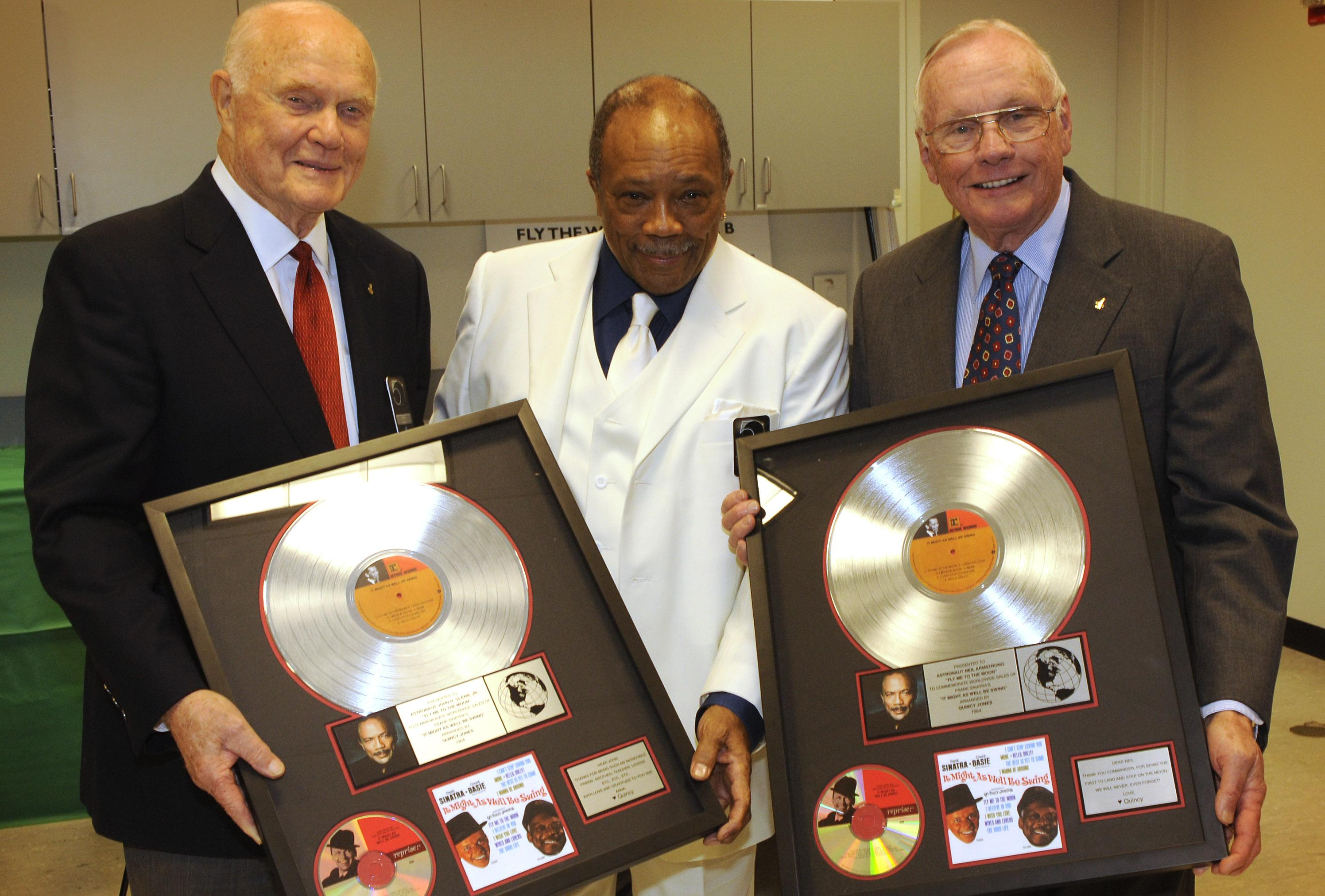
کوئینسی جونز در حال اهدای کپی پلاتینیوم از «مرا به ماه پرواز ده» به سناتور جان گلن و فرمانده آپولو ۱۱، نیل آرمسترانگ.

در سال ۱۹۶۴ فرانک سیناترا این ترانه را در قالب آلبومی با نام شاید این هم سویینگ باشد ضبط کرد. تنظیمی که کوئینسی جونز بر روی این اجرا انجام داد شناخته‌شده‌ترین اجرایی است که از این ترانه وجود دارد. جونز ریتم ۴/۳ والتز را به ۴/۴ تغییر داد و به آن حس آزادی سویینگ‌گونه داد. اجرای سیناترا تبدیل به یک هیت شد و توسط فضانوردان آپولو ۱۰ در مأموریت مدار قمری پخش شد. همچنین، این آهنگ توسط باز آلدرین روی ماه نیز پخش شد. این کار در مأموریت فرود روی ماه با آپولو ۱۱ انجام شد. سیناترا در آلبوم دیگری با نام سیناترا در ساندز (۱۹۶۹) که اجرای زنده او در ساندز هتل لاس وگاس بود نیز این ترانه را اجرا کرد. واپسین آلبوم استودیویی او هم با نام اجرای دو نفره ۲ (۱۹۹۴) این آهنگ را دربرداشت. او در سال ۱۹۶۹ با اجرای این ترانه در نمایش تلویزیونی سیناترا، آن را به فضانوردان آپولو هدیه کرد، که «ناممکن را ممکن ساختند».

### برخی اجراهای دیگر
- ۱۹۶۱ نت کینگ کول
- ۱۹۶۳ پتی پیج
- ۱۹۶۵ تونی بنت
- ۱۹۷۰ اسکار پترسون
- ۲۰۰۴ وست‌لایف
- ۲۰۰۴ آنیه‌تا فِلتسکوگ
- ۲۰۰۶ ویلی نلسون
- ۲۰۰۹ دایانا کرال: وی در چهلمین یادروز آپولو ۱۱ در موزه ملی هوافضای اسمیتسونین و زمانی‌که سه سرنشین آن نیز در میان حاضرین بودند این ترانه را اجرا کرد.
- ۲۰۱۰ راد استیوارت

## فرهنگ عامه
این آهنگ تا سال ۱۹۹۵ بیش از ۳۰۰ بار ضبط شده بود.
این آهنگ با استفاده الیور استون در فیلم وال استریت (۱۹۸۷) به نسل جدید رسید.
کلینت ایستوود در سال ۲۰۰۰ از آن در فیلم کابوی‌های فضا استفاده کرد.
در انیمه سریالی نئون جنسیس اوانگلیون (۱۹۹۵) این آهنگ چندین بار خوانده و به‌عنوان موسیقی پایانی هر قسمت استفاده شد.
در قسمت نخست سریال کره‌ای بازی مرکب (۲۰۲۱) کاور این آهنگ در موسیقی پس‌زمینه سریال به وضوح شنیده می‌شد.